# インドネシアの宗教大臣一覧
本項では、インドネシアの宗教大臣（Menteri Agama）を一覧する。宗教大臣は、インドネシアの宗教省を所管する大臣である。 最初の宗教大臣はモハマッド・ラシディで1946年1月3日就任。最も直近に選出された宗教大臣はナサルディン・ウマールで2024年10月21日就任。最も長い期間、大臣職を務めた宗教大臣はムナウィル・シャザリで、1983年3月19日から1993年3月17日まで約10年間務めた。最も短い期間、大臣職を務めた宗教大臣はアグン・ラクソノで、2014年5月28日から6月9日までの僅か13日務めた。

## 宗教大臣一覧
マシュミ
  インドネシア・イスラム同盟党
  ムハマディヤ
  ナフダトゥル・ウラマー
  ゴルカル
  開発統一党
  民族覚醒党
  無所属
| 職名 | 氏名                                   | 画像 | 出身等                            | 任期 | 内閣                                                                              |
| ---- | -------------------------------------- | ---- | --------------------------------- | --- | --------------------------------------------------------------------------------- |
| 1    | モハマッド・ラシディ                   |      | マシュミ ムハマディヤ             | 1946年1月3日 ‐ 1946年3月12日1946年3月12日 ‐ 1946年10月2日                                                                                           | 第1次シャフリル内閣第2次シャフリル内閣                                            |
| 2    | ファトゥルラフマン・カフラウィ         |      | マシュミ ナフダトゥル・ウラマー   | 1946年10月2日 ‐ 1947年6月26日 | 第3次シャフリル内閣                                                               |
| 3    | アフマド・アズハリ                     |      | マシュミ ムハマディヤ             | 1947年7月3日 ‐ 1947年10月9日 | 第1次アミル・シャリフディン内閣                                                   |
| 4    | アンワルディン                         |      | インドネシア・イスラム同盟党      | 1947年10月9日 ‐ 1947年11月11日 | 第1次アミル・シャリフディン内閣                                                   |
| 5    | マシクル                               |      | マシュミ ナフダトゥル・ウラマー   | 1947年11月11日 ‐ 1948年1月29日1948年1月29日 ‐ 1948年8月4日                                                                                          | 第2次アミル・シャリフディン内閣第1次ハッタ内閣                                    |
| —    | トゥク・ムハマッド・ハッサン           |      | ムハマディヤ                      | 1948年12月19日 ‐ 1949年3月31日 | シャフルディン緊急内閣                                                            |
| (5)  | マシクル                               |      | マシュミ ナフダトゥル・ウラマー   | 1949年3月31日 ‐ 1949年7月13日1949年8月4日 ‐ 1949年12月20日                                                                                          | シャフルディン緊急内閣第2次ハッタ内閣                                             |
| —    | アブドゥル・ワヒド・ハシム             |      | マシュミ ナフダトゥル・ウラマー   | 1949年12月20日 ‐ 1950年9月6日 | インドネシア連邦共和国内閣                                                        |
| (5)  | マシクル                               |      | マシュミ ナフダトゥル・ウラマー   | 1949年12月20日 ‐ 1950年1月21日 | スサント内閣                                                                      |
| 6    | ファキ・ウスマン                       |      | マシュミ ムハマディヤ             | 1950年1月21日 ‐ 1950年9月6日 | ハリム内閣                                                                        |
| 7    | アブドゥル・ワヒド・ハシム             |      | マシュミ ナフダトゥル・ウラマー   | 1950年9月6日 ‐ 1951年4月3日1951年4月27日 ‐ 1952年4月3日                                                                                             | ナシール内閣スキマン内閣                                                          |
| (6)  | ファキ・ウスマン                       |      | ナフダトゥル・ウラマー            | 1952年4月3日 ‐ 1953年7月6日 | ウィロポ内閣                                                                      |
| (5)  | マシクル                               |      | ナフダトゥル・ウラマー            | 1949年12月20日 ‐ 1950年1月21日 | 第1次アリ・サストロアミジョヨ内閣                                                 |
| 8    | ムハマッド・イリヤス                   |      | ナフダトゥル・ウラマー            | 1955年8月12日 ‐ 1956年1月19日 | ブルハヌディン・ハラハップ内閣                                                    |
| —    | モハマッド・サルジャン                 |      | マシュミ                          | 1956年1月19日 ‐ 1956年3月24日 | ブルハヌディン・ハラハップ内閣                                                    |
| (8)  | ムハマッド・イリヤス                   |      | ナフダトゥル・ウラマー            | 1956年3月24日 ‐ 1957年3月14日1957年4月9日 ‐ 1959年7月10日                                                                                           | 第2次アリ・サストロアミジョヨ内閣ジュアンダ内閣                                   |
| 9    | ムハマッド・ワヒブ・ワハブ             |      | ナフダトゥル・ウラマー            | 1959年7月10日 ‐ 1960年2月18日1960年2月18日 ‐ 1962年3月6日                                                                                           | 第1次勤労内閣第2次勤労内閣                                                        |
| 10   | サイフディン・ズリ                     |      | ナフダトゥル・ウラマー            | 1962年3月6日 ‐ 1963年11月13日1963年11月13日 ‐ 1964年8月27日1964年8月27日 ‐ 1966年2月22日1966年2月22日 ‐ 1966年3月28日1966年7月28日 ‐ 1967年10月14日 | 第3次勤労内閣第4次勤労内閣第1次ドウィコラ内閣第2次ドウィコラ内閣第1次アンペラ内閣 |
| 11   | ムハマッド・ダラン                     |      | ナフダトゥル・ウラマー            | 1967年10月14日 ‐ 1968年6月10日1968年6月10日 ‐ 1971年9月11日                                                                                         | 第2次アンペラ内閣第1次開発内閣                                                    |
| 12   | ムクティ・アリ                         |      | ゴルカル ナフダトゥル・ウラマー   | 1971年9月11日 ‐ 1973年3月28日1973年3月28日 ‐ 1978年3月29日                                                                                          | 第1次開発内閣第2次開発内閣                                                        |
| 13   | アラムシャ・ラトゥ・ペルウィラネガラ   |      | ゴルカル                          | 1978年3月29日 ‐ 1983年3月19日 | 第3次開発内閣                                                                     |
| 14   | ムナウィル・シャザリ                   |      | ゴルカル                          | 1983年3月19日 ‐ 1988年3月21日1988年3月21日 ‐ 1993年3月17日                                                                                          | 第4次開発内閣第5次開発内閣                                                        |
| 15   | タルミジ・タヘル                       |      | ゴルカル ムハマディヤ             | 1993年3月17日 ‐ 1998年3月14日 | 第6次開発内閣                                                                     |
| 16   | ムハマッド・クライシュ・シハブ         |      | ゴルカル ナフダトゥル・ウラマー   | 1998年3月14日 ‐ 1998年5月21日 | 第7次開発内閣                                                                     |
| 17   | アブドゥル・マリク・ファジャル         |      | ムハマディヤ                      | 1998年5月23日 ‐ 1999年10月20日 | 開発改革内閣                                                                      |
| 18   | ムハマッド・トルハ・ハッサン           |      | 民族覚醒党                        | 1999年10月29日 ‐ 2001年7月23日 | 国家統一内閣                                                                      |
| 19   | サイド・アギル・フシン・アル・ムナワル |      | ナフダトゥル・ウラマー            | 2001年8月10日 ‐ 2004年10月20日 | 相互扶助内閣                                                                      |
| 20   | ムハマッド・マフトゥ・バシュニ         |      | 民族覚醒党                        | 2004年10月21日 ‐ 2009年10月20日 | 第1次インドネシア統一内閣                                                         |
| 21   | スリヤダルマ・アリ                     |      | 開発統一党 ナフダトゥル・ウラマー | 2009年10月22日 ‐ 2014年5月28日 | 第2次インドネシア統一内閣                                                         |
| —    | アグン・ラクソノ                       |      | ゴルカル                          | 2014年5月28日 ‐ 2014年6月9日 | 第2次インドネシア統一内閣                                                         |
| 22   | ルクマン・ハキム・サイフディン         |      | 開発統一党 ナフダトゥル・ウラマー | 2014年6月9日 ‐ 2014年10月20日2014年10月27日 ‐ 2019年10月20日                                                                                        | 第2次インドネシア統一内閣勤労内閣                                                 |
| 23   | ファルル・ラジ                         |      | 無所属                            | 2019年10月23日 ‐ 2020年12月23日 | インドネシア前進内閣                                                              |
| 24   | ヤクット・ホリル・コウマス             |      | 民族覚醒党                        | 2020年12月23日 ‐ 2024年10月20日 | インドネシア前進内閣                                                              |
| 25   | ナサルディン・ウマール                 |      | ナフダトゥル・ウラマー            | 2024年10月21日 ‐ | メラプティ内閣                                                                    |